# Galium parisiense

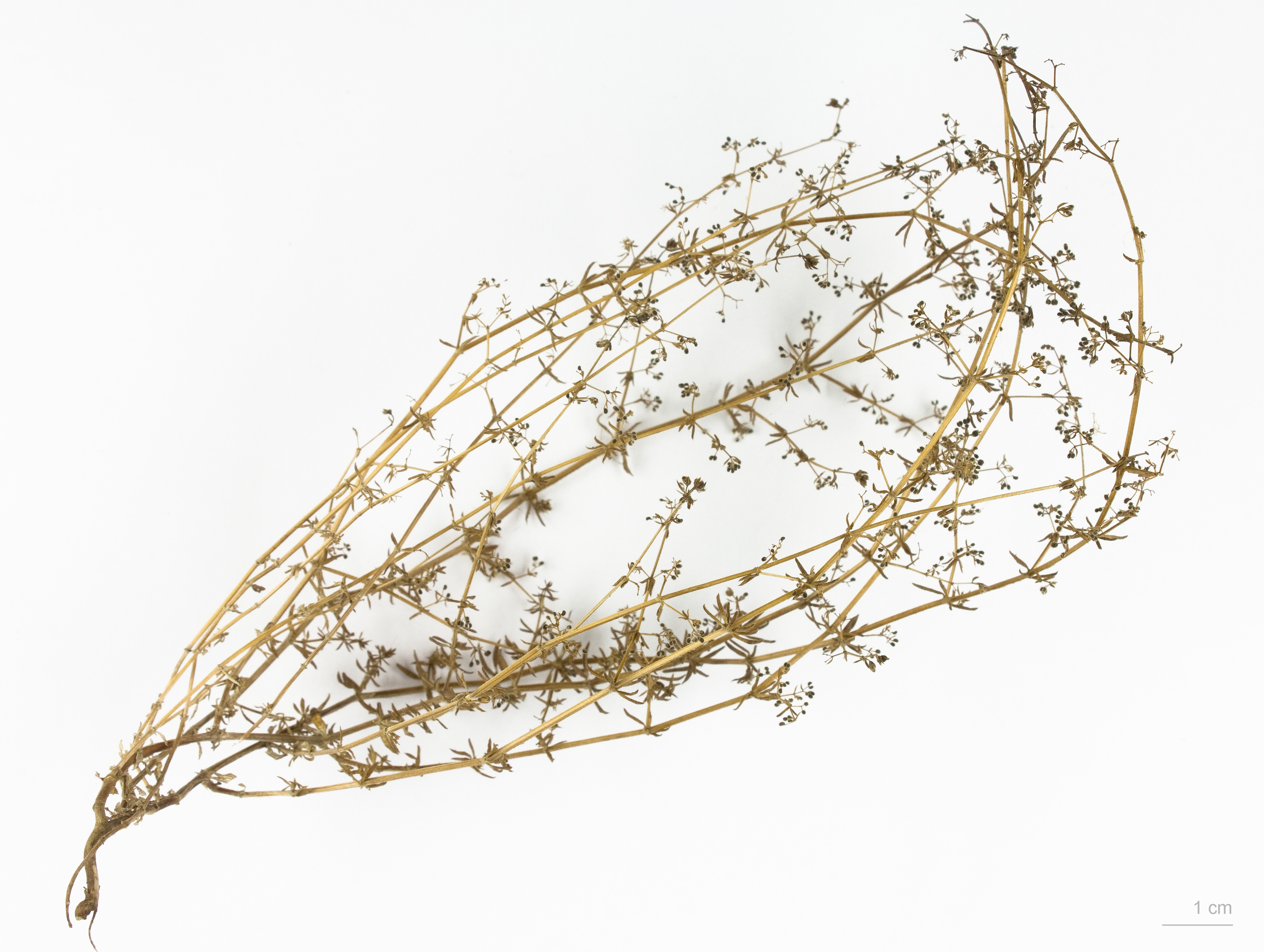
Galium parisiense

Galium parisiense (L.) es una planta herbácea anual de la familia de las rubiáceas. 

## Descripción
Es planta polimorfa, similar a  Galium divaricatum Pourr. ex Lam., a la que algunos autores consideran subordinada, y de la que se diferencia fundamentalmente por sus pedúnculos 1-3 veces más largos que los pedicelos, que se muestran divaricados tras la antesis y relativamente rígidos, con hojas lanceolado-lineares, al final reflejas. Inflorescencia oblonga, estrecha, relativamente densa, con las ramificaciones laterales cortas, erecto-patentes, y frutos por lo general cubiertos de pelos ganchudos, a veces glabros. 

## Distribución y hábitat
Es una especie de amplia distribución por macaronesia, región mediterránea, y que ocupa el sur, oeste y centro de Europa y se expande hasta Irán. Se encuentra repartida por prácticamente toda la península ibérica. En Aragón aparece por buena parte de su territorio, aunque siendo más escasa o nula en zonas de alta montaña del Sistema Ibérico y Alto Pirineo. Forma parte de comunidades terofíticas nitrófilas que se instalan en bordes de caminos, campos, taludes, y, en general, sobre suelos alterados o removidos, secos y soleados, de naturaleza caliza a una altitud de 130 a 1500 m s. n. m.

## Taxonomía
Galium parisiense fue descrita por Carlos Linneo y publicado en Species Plantarum 1: 108, en el año 1753.
Etimología
Galium: nombre genérico que procede del griego galion, gala, que significa "leche", aludiendo a un supuesto uso de estas plantas para cuajar la leche.
parisiense: epíteto geográfico que alude a París.
Citología
Número de cromosomas de Galium parisiense (Fam. Rubiaceae) y táxones infraespecíficos: 2n=64-66, c.66
Sinonimia
- Aparine parisiensis (L.) Hill (1770).
- Aparinella parisiensis (L.) Fourr. (1868).
- Galium anglicum subsp. parisiense (L.) Nyman (1879).
- Galium spurium All. (1773), nom. illeg.
- Galium rubrum Pollich (1776), nom. illeg.
- Galium anglicum Huds. (1778).
- Galium perpusillum Gaterau (1789).
- Galium parviflorum Moench (1794).
- Galium minutiflorum Brot. (1804).
- Galium litigiosum DC. in Lam. & A.DC. (1805).
- Galium tenerum Pers. (1805).
- Galium gracile Wallr. (1822).
- Galium axillare C.Presl ex Guss. (1827).
- Galium litigiosum var. nanum DC. (1830).
- Galium scabrum Spreng. (1832), nom. illeg.
- Galium decipiens Jord. (1846).
- Galium tenellum Jord. (1846).
- Galium parisiense var. nudum Gren. & Godr. (1850).
- Galium parisiense var. vestitum Gren. & Godr. (1850).
- Galium ruricolum Jord. (1852).
- Galium chamaeaparine Willk. & Costa (1859).
- Aparinella decipiens (Jord.) Fourr. (1868).
- Aparinella litigiosa (DC.) Fourr. (1868).
- Aparinella ruricola (Jord.) Fourr. (1868).
- Galium intricatum Lowe
- Galium parisiense var. lasiocarpum Reut. in Willk. & Lange (1868).
- Galium anglicum var. chamaeaparine (Willk. & Costa) Nyman (1879).
- Galium anglicum subsp. decipiens (Jord.) Nyman (1879).
- Galium anglicum var. ruricolum (Jord.) Nyman (1879).
- Galium willkommianum Batt. (1886), pro syn.
- Galium parisiense var. anglicum (Huds.) Beck (1893).
- Galium parisiense subsp. anglicum (Huds.) Rouy in G.Rouy & Foucaud (1903)
- Galium parisiense f. decipiens (Jord.) Rouy in G.Rouy & Foucaud (1903)
- Galium parisiense var. gracile (Wallr.) Rouy in Rouy & Foucaud (1903)
- Galium parisiense var. ruricolum (Jord.) Rouy in Rouy & Foucaud (1903)
- Galium parisiense subsp. tenellum (Jord.) Rouy in Rouy & Foucaud (1903)
- Galium intricatulum Briq. (1908).[4][5][6]

## Nombres comunes
- Castellano: amor de portuguesa, espumidella blanca, lapa, lapas.[5]